# Neurospora crassa

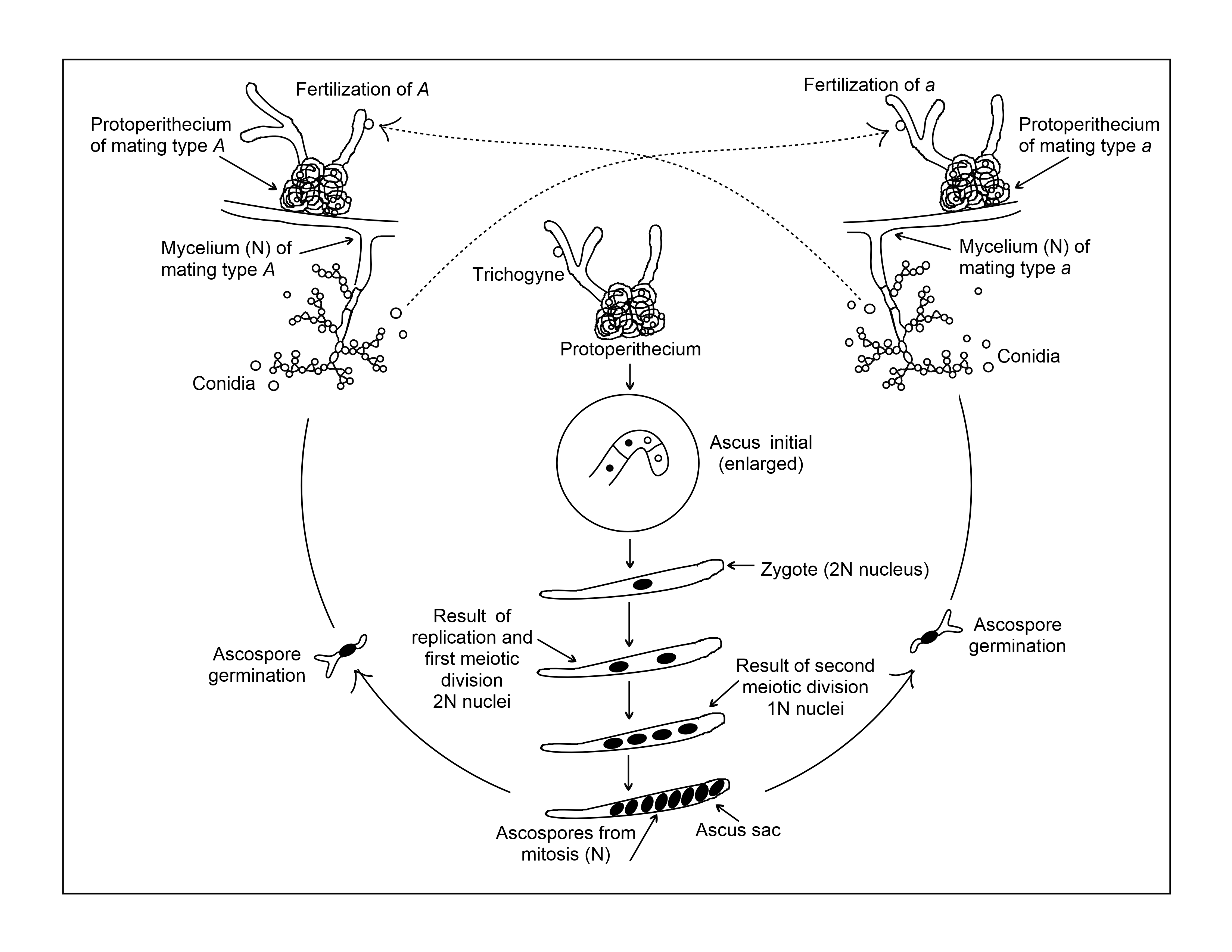
Cykl rozwojowy

Neurospora crassa – gatunek grzybów z rzędu Sordariales, typ czerwonej pleśni z gromady workowców (Ascomycota), tworzącej się głównie na chlebie, występujący również w terenach podmokłych i tropikalnych. Grecka nazwa oznacza „grzyb nerwowy” i odnosi się do charakterystycznego prążkowania strzępek. Pierwsze opublikowane doniesienia o tym gatunku, pochodzą z zarażenia w jednej z francuskich piekarni w 1843 roku.

## Systematyka i nazewnictwo
Pozycja w klasyfikacji według Index Fungorum: Neurospora, Sordariaceae, Sordariales, Sordariomycetidae, Sordariomycetes, Pezizomycotina, Ascomycota, Fungi.
Takson ten opisali Cornelius Lott Shear i Bernard Ogilvie Dodge w 1927 r. na miąższu trzciny cukrowej.

## Cykl rozwojowy
W swoim naturalnym środowisku N. crassa żyje głównie w regionach tropikalnych i subtropikalnych. Można ją znaleźć rosnącą na martwej materii roślinnej po pożarach.
Jest heterotaliczna; płciowe owocniki (perytecja) mogą powstać tylko wtedy, gdy spotkają się dwie grzybnie o różnym typie kopulacji. Ma dwa typy kopulacji (A i a). Nie ma wyraźnej różnicy morfologicznej między szczepami typu kopulacji A i a. Oba mogą tworzyć liczne protoperytecja będące żeńską strukturą rozrodczą. W laboratorium protoperytecja najlepiej tworzą się na stałym (agarowym) syntetycznym podłożu ze stosunkowo niską ilością źródłem azotu. Głód azotowy wydaje się być konieczny do ekspresji genów zaangażowanych w rozwój płciowy. Protoperytecjum składa się z lęgni, zwiniętej wielokomórkowej strzępki, która jest zamknięta w przypominającym węzeł skupisku strzępek. Rozgałęziony system smukłych strzępek, zwany włostkami, rozciąga się od czubka lęgni, wystając poza strzępki w powietrze. Cykl płciowy zaczyna się, gdy konidium przeciwnego typu godowego styka się z częścią włostka.Taki kontakt może być kontynuowany także przez fuzję komórek, co prowadzi do migracji jednego lub więcej jąder z komórki zapładniającej w dół włostka do lęgni. Ponieważ zarówno szczepy A, jak i a mają takie same struktury płciowe, żadnego szczepu nie można uznać za wyłącznie męski lub żeński. Jednak jako biorca, protoperytecjum zarówno szczepów A, jak i a można uważać za strukturę żeńską, a zapładniające konidium można uważać za męskiego uczestnika.
Po fuzji komórek, dalsza fuzja ich jąder jest opóźniona. Zamiast tego jądro z komórki zapładniającej i jądro z lęgni łączą się i zaczynają dzielić synchronicznie. Produkty tych podziałów jądrowych (nadal w parach o odmiennym typie łączenia, tj. A/a) migrują do licznych strzępek lęgni, które następnie zaczynają wyrastać z lęgni. Każda z tych strzępek wygina się, tworząc pastorałek na czubku, a A i para haploidalnych jąder w pastorałkach dzielą się synchronicznie. Następnie tworzą się przegrody dzielące pastorałki na trzy komórki. Centralna komórka w zakrzywieniu pastorałka zawiera jedno jądro A i jedno jądro a. Ta komórka dwujądrowa inicjuje formowanie się worka i jest nazywana „inicjalną komórką worka”. Następnie dwie komórki jednojądrowe po obu stronach pierwszej komórki tworzącej worek łączą się ze sobą, tworząc komórkę dwujądrową, która może rosnąć, tworząc kolejny pastorałek, który następnie może utworzyć własną komórkę inicjującą. Ten proces można następnie powtarzać wielokrotnie.
Po utworzeniu komórki inicjującej jądro A i a łączą się ze sobą, tworząc jądro diploidalne. Jest to jedyne diploidalne jądro w całym cyklu życia N. crassa. Ma 14 chromosomów utworzonych z dwóch połączonych jąder haploidalnych, z których każde miało 7 chromosomów. Po utworzeniu go natychmiast następuje mejoza, w wyniku której powstają cztery jądra haploidalne należące po dwa do typu kojarzeniowego A i dwa typu kojarzeniowego a. Jeden dalszy podział mitotyczny prowadzi do czterech jąder A i czterech jąder, a w każdym worku.
W miarę zachodzenia powyższych zdarzeń, osłonka grzybni, która otaczała lęgnię, rozwija się jako ściana perytecjum i wskutek nasączenia melaniną czernieje. Dojrzałe perytecjum ma kształt kolby. W jednym perytecjum może być nawet 300 worków, z których każdy pochodzi z identycznych jąder diploidalnych fuzji. W naturze podczas dojrzewania perytecjum askospory są dość gwałtownie wyrzucane w powietrze. Aby wykiełkowały wymagają ogrzewania w temperaturze 60 °C przez 30 minut. W przypadku normalnych szczepów cały cykl płciowy trwa od 10 do 15 dni.
Zarodniki i strzępki rostkowe N. crassa mają zdolność tworzenia specjalnych rurek zarodnikowych, za pomocą których mogą łączyć się z sobą i dokonywać wymiany jąder.

## Znaczenie
N. crassa jest wykorzystywana w biologii jako organizm modelowy. Edward Lawrie Tatum i George Wells Beadle wykorzystali promieniowanie rentgenowskie do mutagenezy N. crassa i wykazali, że uzyskane w ten sposób mutacje powodowały zmiany w funkcjonowaniu enzymów zaangażowanych w metabolizm. Na podstawie tych badań sformułowali hipotezę „jeden gen = jeden enzym”. W 1958 r. za swoje badania otrzymali Nagrodę Nobla w dziedzinie fizjologii i medycyny.
W 2003 poznano cały genom tego organizmu. Ma on ok. 43 miliony par zasad i zawiera ok. 10000 genów na 7 chromosomach. Realizowany jest projekt badający efekty uszkodzenia po kolei każdego genu tego organizmu.